# A Question of You
A Question of You is een nummer van de Ierse alternatieve rockband Inhaler uit 2025. Het is de vierde single van hun derde studioalbum Open Wide.
Volgens frontman Elijah Hewson gaat het nummer over "over hoe je eerlijk moet zijn naar jezelf, voordat je eerlijk kan zijn naar de ander, van: ik moet eerst mijn eigen sh*t op orde krijgen voordat ik bij iemand anders kan zijn". De bandleden vond het nummer in de eerste instantie te poppy, maar later konden ze wel leven met een popliedje. Het nummer wist in thuisland Ierland geen hitlijsten te bereiken. In Nederland kreeg het nummer airplay op onder andere NPO 3FM en NPO Radio 2, maar ook daar viel het buiten de hitparades.

## Tracklijst
Muziekdownload
1. "A Question of You" - 3:42